# 吴治国
吴治国（1915年10月—2006年1月31日），字岱儒，甘肃省徽县人，中国政治人物，甘肃省人大常委会原副主任。

## 生平
1915年10月生于甘肃省徽县城关镇北街。1932年在西安职业中学读书，1933年考入西北军官学校，结业后分配到胡宗南骑兵团任排长。1936年弃职回乡，在徽县伏家镇小学任教，1937年调任北街小学校长。1938年12月参加革命工作，同时加入中国共产党。曾任中共徽县北街小学党支部书记、徽县党总支书记，后赴兰州以小学教师身份从事地下工作。1941年赴延安，在中共中央西北局学习。之后在天水、甘谷、武都、徽县等地区工作。1949年10月中华人民共和国成立后，历任武都专署副专员，行政公署副专员，天水行政公署副专员、专员。1956年，任中共天水地委第一书记兼军分区政治委员。1965年7月，任甘肃农业科学院副院长。1978年至1979年，任甘肃农业大学党委书记兼革委会主任。1979年12月，任甘肃省第五届人大常委会副主任兼秘书长。1983年，任甘肃省第六届人大常委会副主任、政法委员会主任兼甘肃省地方史志编纂委员会副主任。1985年5月离职休养。2006年1月31日在兰州逝世。